# Милованов, Августин Лазаревич
Августи́н Ла́заревич Милова́нов (бел. Аўгуст Лазаравіч Мілаванаў; 16 июня 1937, Сталинград — 19 июля 2019, Минск) — советский и белорусский актёр театра и кино русского происхождения. Народный артист Белорусской ССР (1989). Лауреат государственной премии Белорусской ССР (1988).

## Биография
Родился 16 июня 1937 года в Сталинграде. Детские годы выпали на период Великой Отечественной войны, семья оказалась  в эпицентре событий Сталинградской битвы. В школе больше всего интересовался литературой и историей.  В 1956 году оканчивает  школу и начинает работу помощником режиссёра в Волгоградском драматическом театре им. М. Горького.
В 1961 году окончил актёрский факультет Белорусского театрально-художественного института, курс народного артиста Белорусской ССР Д.А. Орлова. После окончания института работал в Национальном академическом  драматическом театре им. Якуба Коласа в Витебске.
Творческой манере Милованова свойственны психологическая достоверность характеров, выразительность роли, тонкое ощущение стиля и жанровой природы произведения.
С 1968 года начал сниматься в кино.
C 1962 по 2012 годы — актёр  Национального академического театра им. Янки Купалы.
Преподавал в Белорусском театрально-художественном институте (1967—1987).
В апреле 2012 года  у актёра случился микроинсульт. После ухудшения здоровья принял решение покинуть сцену.
Умер 19 июля 2019 года в Минске. Прощание прошло 20 июля с 11 до 13 часов на главной сцене Национального академического театра им. Янки Купалы. Похоронен на Восточном кладбище.

## Личная жизнь
Был женат. Супруга — Галина Семёновна Толкачёва, актриса, народная артистка Белорусской ССР (1990). В браке родился сын, по профессии дизайнер, живёт в Польше.

## Творчество

### Фильмография
- 1968 —  Десятая доля пути
- 1970/1971/1972 — «Руины стреляют…» — Алекс
- 1970 — Нечаянная любовь — Марк Петрович
- 1971 — Вся королевская рать — фотокорреспондент
- 1972 — Зимородок — Тихон Лактионович
- 1972 — После ярмарки — Адольф Быковский
- 1974 — Весёлый калейдоскоп — Учитель Алексей Васильевич
- 1974 — Бронзовая птица — Кондратий Степанович, художник-анархист
- 1976 — Маринка, Янка и тайны королевского замка — Канцлер
- 1976 — Спроси себя — Бурцев
- 1980 — Государственная граница. Фильм 1-й: Мы наш, мы новый… — Менжинский
- 1980 — Свадебная ночь — Кольман
- 1981 — Люди на болоте
- 1982 — Государственная граница. Фильм 3-й: Восточный рубеж — Менжинский
- 1984 — Государственная граница. Фильм 4-й: Красный песок — Менжинский
- 1985 — Победа — член польской делегации
- 1986 — Не забудьте выключить телевизор
- 1990 — Плач перепёлки
- 1991 — Записки юного врача — Демьян Лукич
- 1991 — Сократ — Федон
- 1994 — Эпилог
- 1996 — Из ада в ад
- 2002 — Закон — бомж
- 2002 — Каменская-2. Я умер вчера — художник
- 2003 — Вокзал — профессор
- 2009 — Террористка Иванова — бомж (последняя роль в кино)

## Признание и награды
- Государственная премия Белорусской ССР (1988).
- Народный артист Белорусской ССР (1989).
- Почётная грамота Совета Министров Республики Беларусь (2005)[3].